# Station Tara Street
Station Tara Street is een treinstation in Dublin. Het station is gebouwd boven straatniveau en werd geopend in 1891. Tara Street ligt aan de verbindingslijn die eind negentiende eeuw werd aangelegd tussen Pearse en Connolly.  
Naast de DARTlijn, vertrekken van Tara Street treinen naar Rosslare, Dundalk en Maynooth.